# Dolen, Blagoevgrad
Dolen (în bulgară Долен) este un sat în Obștina Satovcea, Regiunea Blagoevgrad, Bulgaria, localizat în partea vestică a munților Rodopi.

## Demografie
Componența etnică a satului Dolen
     Nicio identificare (80,81%)
     Bulgari (19,18%)
     Altele (0%)
La recensământul din 2011, populația satului Dolen era de 370 locuitori. Nu există o etnie majoritară, locuitorii fiind  și bulgari (19,18%). Pentru 80,81% din locuitori nu este cunoscută apartenența etnică.